# Marc Degryse
Marc Gabriel Degryse (født 4. september 1965 i Roeselare, Belgien) er en tidligere belgisk fodboldspiller, der spillede som angriber. Han var på klubplan tilknyttet Club Brugge, Anderlecht, Gent og Germinal Beerschot i hjemlandet, engelske Sheffield Wednesday og PSV Eindhoven i Holland. Længst tid tilbragte han hos Club Brugge og Anderlecht, hvor han begge steder tilbragte seks sæsoner og var med til at vinde det belgiske mesterskab. Med PSV vandt han også det hollandske mesterskab i 1997.
Degryse spillede mellem 1984 og 1996 63 kampe og scorede 23 mål for det belgiske landshold. Han repræsenterede sit land ved både VM i 1990 og VM i 1994.

## Titler
Belgiske Mesterskab
- 1988 med Club Brugge
- 1991, 1993, 1994 og 1995 med Anderlecht

Belgiske pokalturnering
- 1986 med Club Brugge
- 1994 med Anderlecht

Belgiske Super Cup
- 1993 og 1995 med Anderlecht

Hollandske Mesterskab
- 1997 med PSV Eindhoven

Hollandske Super Cup
- 1996 og 1997 med PSV Eindhoven